# Univerza Juraja Dobrile v Pulju
Univerza Juraja Dobrile v Pulju (izvirno hrvaško Sveučilište Jurja Dobrile u Puli, latinsko Universitas Studiorum Georgii Dobrila Polensis) je univerza v Pulju na Hrvaškem. Ustanovljena je bila leta 2006 in je ena izmed dveh univerz (poleg slovenske Univerze na Primorskem), ki imata sedež na istrskem polotoku. 
Sestavlja jo 8 fakultet, 1 umetniška (glasbena) akademija in še 5 drugih organizacijskih enot. 

#### Fakultete in akademija
- Fakulteta za ekonomijo in turizem "Dr. Mijo Mirković" v Pulju
- Fakulteta za informatiko v Pulju
- Fakulteta naravoslovnih znanosti v Pulju (Naravoslovna fakulteta)
- Fakulteta za interdisciplinarne, italijanistične in kulturološke študije v Pulju
- Fakulteta za pedagoške in izobraževalne znanosti v Pulju (Pedagoška fakulteta)
- Filozofska fakulteta v Pulju
- Glasbena akademija v Pulju
- Medicinska fakulteta v Pulju
- Tehniška fakulteta v Pulju

##### Ostale sestavne enote
- Center za kulturološke in zgodovinske raziskave socializma
- Center za izobrazbene kompetence
- Študentski center Pulj (Pula)
- Univerzitetna knjižnica v Pulju
- Univerzitetni računski in informacijski center v Pulju